# Llengües de Belize
Les llengües de Belize són principalment l'anglès, el crioll i el castellà. L'idioma oficial de Belize és l'anglès, llengua materna del 3,9% de la població. El castellà és l'idioma més parlat, a causa que és llengua materna del 52,1% de la població i llengua secundària d'un altre 35,8%. Els diversos grups maies que habiten a Belize encara parlen els idiomes originals del maia, la llengua indígena més parlada al país és l'idioma kektxí, li segueix el mopan i després el yukatek que és àmpliament parlat en Mèxic i en menor escala en Guatemala. La llengua criolla del país, el Crioll de Belice (similar als dialectes criolls de les illes del Carib de parla anglesa) és la llengua materna del 32,9% de la població.
L'anglès és la llengua primària de l'educació pública, al costat del castellà que és ensenyat a les escoles primàries i també a les escoles de nivell secundari. Per aquest motiu de vegades bona part dels belicenys diuen que Belize és un estat bilingüe (anglès i espanyol).

## Taula dels idiomes parlats a Belize
| Competència lingüística en anglès i castellà | Competència lingüística en anglès i castellà | Competència lingüística en anglès i castellà | Competència lingüística en anglès i castellà | Competència lingüística en anglès i castellà |
| Idioma                                       | Llengua Materna                              | Segona Llengua                               | Total                                        |                                              |
| -------------------------------------------- | -------------------------------------------- | -------------------------------------------- | -------------------------------------------- | -------------------------------------------- |
| Anglès                                       | 5,6%                                         | 74,4%                                        | 80%                                          |                                              |
| Castellà                                     | 43%                                          | 20%                                          | 63%                                          |                                              |

| Idioma                  | Parlants com a llengua materna | Percentatge | Parlants com a primera llengua | Percentatge |
| ----------------------- | ------------------------------ | ----------- | ------------------------------ | ----------- |
| Castellà                | 94.422                         | 46,0%       | 88.121                         | 43,0%       |
| Crioll de Belice        | 67.527                         | 32,9%       | 75.822                         | 37,0%       |
| Kektxí                  | 10.142                         | 4,9%        | 9.314                          | 4,5%        |
| Anglès                  | 7.946                          | 3,9%        | 11.551                         | 5,6%        |
| Mopan                   | 6.909                          | 3,4%        | 6.093                          | 3,0%        |
| Garifuna                | 6.929                          | 3,4%        | 4.071                          | 2,0%        |
| Plautdietsch            | 6.783                          | 3,3%        | 6.624                          | 3,2%        |
| Xinès                   | 1.607                          | 0,8%        | 1.529                          | 0,7%        |
| Yukatek                 | 1.176                          | 0,6%        | 613                            | 0,3%        |
| Hindi                   | 280                            | 0,1%        | 193                            | 0,1%        |
| Altres / sense resposta | 1.402                          | 0,7%        | 1.192                          | 0,6%        |

## Belize a Llatinoamèrica
Belize, tradicionalment un país aïllat de la resta d'Amèrica Llatina, ha buscat recentment un acostament als seus veïns, sol·licitant l'admissió en l'Organització d'Estats Iberoamericans i en les Cimeres Iberoamericanes. No obstant això, a causa del no reconeixement de l'espanyol com a idioma oficial per part de Belize, la integració no s'ha dut a terme encara.